# Järnvägsaktiebolaget Roslagsbanan
Järnvägs AB Roslagsbanan (RB) var ett trafikföretag i Stockholms län, verksamt 1972-1980 och ägt av AB Storstockholms lokaltrafik (SL). 

## Historik
AB Storstockholms Lokaltrafik övertog den 1 januari 1967 ansvaret för lokal persontrafik på järnväg inom Stockholms län. Sedan detta datum drev Statens Järnvägar (SJ) trafiken på Roslagsbanan på entreprenad åt SL. I början av 1970-talet avsåg SJ att lägga ned Roslagsbanan och krävde 20 milj kr/år av Stockholms läns landsting för att fortsätta driften. Den 9 november 1971 träffades ett avtal om ett SL-övertagande av hela Roslagsbanan söder om Rimbo för 6 milj kronor plus 34 miljoner kronor i pensionsåtaganden. 
Av administrativa och juridiska skäl bildades ett helägt dotterbolag till SL, Järnvägs AB Roslagsbanan (RB), som från den 1 maj 1972 övertog driften i egen regi. När Trafikaktiebolaget Saltsjöfarts busstrafik från den 1 januari 1975 överfördes till moderbolaget SL samordnades de båda järnvägsföretagens förvaltning och från den 1 januari 1980 fusionerades de till AB Storstockholms Lokaltrafiks Järnvägar (SLJ).